# 2010年5月逝世人物列表
2010年逝世人物列表：1月 - 2月 - 3月 - 4月 - 5月 - 6月 - 7月 - 8月 - 9月 - 10月 - 11月 - 12月
2010年5月逝世人物列表，是用于汇总2010年5月期间逝世人物的列表。

## 依日期排序

### 1日
- Danny Aiello III，53歲，美國特技演員（《一塵不染的永恆陽光》《射手》《拯救我》），胰腺癌。[1]
- T. M. Aluko，91歲，奈及利亞作家。[2]
- 穆罕默德·巴赫曼貝吉（Mohammad Bahmanbeigi），90歲，伊朗教育家。[3]
- 唐·卡魯斯（Don Caruth），59歲，美國政治家，西弗吉尼亞州參議院少數黨領袖，腦癌。[4]
- 讓-路易·杜馬斯（Jean-Louis Dumas），72歲，法國商人，愛馬仕集團董事長（1978-2006）。[5]
- 拉馬克魯什納·豪達（Ramakrushna Gouda），77歲，印度政治家。[6]
- 安托萬·海耶克（Antoine Hayek），81歲，黎巴嫩梅爾基特希臘天主教主教，巴尼亞斯大主教（1989-2006）。[7]
- 維陶塔斯·賈努利奧尼斯（Vytautas Janulionis），52歲，立陶宛玻璃藝術家。[8]
- 齊格蒙特·卡明斯基，77歲，波蘭羅馬天主教主教，什切青-卡米恩大主教（1999-2009）。[9]
- 德拉甘·庫約維奇，黑山政治家，總統（2003年）。[10]
- 羅伯·麥康奈爾（Rob McConnell），75歲，加拿大爵士音樂家，癌症。[11]
- 勞倫斯·保羅（Lawrence Paul），84歲，加拿大米克馬克部落首領，Membertou原住民酋長（1967-1969）。[12]
- 海倫·瓦格納（Helen Wagner），91歲，美國女演員（《世界轉動時》），癌症。[13]

### 2日
- 安·奧爾德裡奇（Ann Aldrich），82歲，美國法學家。[14]
- 摩西·赫希（Moshe Hirsch），86歲，以色列內圖雷·卡爾塔（Neturei Karta）拉比和反猶太復國主義者，巴勒斯坦民族權力機構猶太事務部長，長期患病。[15]
- 安德列·拉米（André Lamy），77歲，加拿大電影製片人，長期患病。[16]
- 安德魯·麥克法蘭（Andrew McFarlane），32歲，澳大利亞越野摩托車賽車手，在練習中發生事故。[17]
- 默里·尼科爾（Murray Nicoll），66歲，澳大利亞記者和廣播員，Ash Wednesday解僱評論員，白血病。[18]
- 聖地牙哥·卡洛斯·奧維斯（Santiago Carlos Oves），68歲，阿根廷電影導演。[19]
- 林恩·雷德格雷夫（Lynn Redgrave），67歲，英國女演員（《喬治女孩》《眾神與怪物》《湯姆·鐘斯》），乳腺癌。[20]

### 3日
- 穆罕默德·阿貝德·賈布里（Mohammed Abed al-Jabri），73歲，摩洛哥哲學家和作家。[21]
- M Innas Ali，93歲，孟加拉國物理學家。[22]
- 路易吉·阿馬杜奇（Luigi Amaducci），86歲，義大利羅馬天主教主教，拉文納-切爾維亞大主教（1990-2000）。[23]
- 弗洛倫西奧·坎波馬內斯，83歲，菲律賓國際象棋選手，國際棋聯主席（1982-1995）。[24]
- 斯特凡·多恩伯格（Stefan Doernberg），85歲，德國作家和教師。[25]
- 傑克·弗裡德曼（Jack Friedman），70歲，美國商人，Jakks Pacific的聯合創始人。[26]
- 吉米·加德納（Jimmy Gardner），85歲，英國角色演員（《木乃伊墓的詛咒》、《哈利·波特與阿茲卡班的囚徒》、《尋找夢幻島》）。[27]
- 卡爾·卡斯滕（Karl Kasten），94歲，美國畫家。[28]
- 斯蒂芬·萊多加（Stephen Ledogar），80歲，美國軍備控制談判代表，膀胱癌。[29]
- 梅爾夫·麥金托什（Merv McIntosh），87歲，澳大利亞足球運動員，心臟病發作。[30]
- Bohumil Němeček，72歲，捷克拳擊手，奧運會金牌得主（1960年）。[31]
- 彼得·奧唐納（Peter O'Donnell），90歲，英國作家（Modesty Blaise）。[32]
- 尼克·羅傑斯（Nick Rogers），30歲，美式橄欖球運動員（明尼蘇達維京人隊），車禍。[33]
- 澀谷健二，88歲，美國職業摔跤手和演員（T先生和蒂娜），自然原因。[34]
- El Supremo，67歲，墨西哥職業摔跤手，心臟病發作。[35]
- 加蘭·沃倫（Garland Warren），74歲，加拿大足球運動員（溫尼伯藍色轟炸機隊）。[36]
- Guenter Wendt，85歲，德國出生的美國航太器工程師（NASA），心力衰竭和中風。[37]

### 4日
- 謝赫·努爾·穆罕默德·阿基（Sheikh Nur Mohamed Abkey），51-52歲，索馬里記者，被槍殺。[38]
- 大衛·阿普特（David Apter），85歲，美國政治學家，癌症併發症。[39]
- Brita Borg，83歲，瑞典女演員、歌手和綜藝藝人。[40]
- 丹尼·錢德勒（Danny Chandler），50歲，美國越野摩托車冠軍，癱瘓併發症。[41]
- 安赫爾·克裡斯托（Ángel Cristo），65歲，西班牙馴獸師和馬戲團贊助者，心臟驟停。[42]
- 比爾·戴爾（Bill Dale），93歲，加拿大田徑運動員。[43]
- 希娜·鄧肯（Sheena Duncan），77歲，南非反種族隔離活動家，黑腰帶（Black Sash）領導人，長期患病。[44]
- 厄尼·哈威爾（Ernie Harwell），92歲，美國棒球體育解說員（底特律老虎隊），膽管癌。[45]
- 彼得·希思菲爾德（Peter Heathfield），81歲，英國工會會員。[46]
- Sipho Jele，35歲，斯威士蘭政治家。[47]
- 弗雷迪·科圖林斯基（Freddy Kottulinsky），77歲，德國出生的瑞典賽車手。[48]
- William Lubtchansky，73歲，法國電影攝影師，心臟病。[49]
- 鄧尼斯·奧布阿（Denis Obua），62歲，烏干達足球運動員。[50]
- 路易吉·波吉（Luigi Poggi），92歲，義大利羅馬天主教主教。[51]
- 瓊·倫德爾（Joan Rendell），89歲，英國作家。[52]
- 達斯汀·舒勒（Dustin Shuler），61歲，美國雕塑家（紡錘體），胰腺癌。[53][54]
- 哈迪·索薩斯特羅（Hadi Soesastro），65歲，印尼經濟學家和知識份子，CSIS創始人，腦出血。[55]

### 5日
- 盧喬·巴里奧斯（Lucho Barrios），76歲，秘魯波萊羅歌手。[56]
- Louis Bisilliat，79歲，法國自行車手。[57]
- 雷·布魯姆（Ray Blum），91歲，美國奧運速度滑冰運動員。[58]
- 亞歷山德拉·科達齊（Alessandra Codazzi），88歲，義大利工會會員，黨派和政治家，參議員（1976-1987）。[59]
- 馬塞洛·科斯塔倫加（Marcello Costalunga），85歲，義大利羅馬天主教主教，阿奎萊亞名義大主教（1991-2001）。[60]
- 約瑟夫·科爾尼（Joseph Kearney），83歲，美國體育總監，胰腺癌。[61]
- Alfons Kontarsky，77歲，德國鋼琴家。[62]
- 阿曼多·盧塞羅（Armando Lucero），68歲，阿根廷性犯罪者，呼吸道感染。[63]
- 傑克·麥克唐納（Jack MacDonald），82歲，加拿大政治家，安大略省漢密爾頓市市長（1977-1980）。[64]
- 馬克斯·帕列夫斯基，85歲，美國企業家、慈善家和藝術收藏家。[65]
- Harry Siljander，87歲，芬蘭奧運會銅牌得主（1952年）拳擊手。[66]
- 朱麗葉塔·西米奧納托（Giulietta Simionato），99歲，義大利女中音歌唱家。[67]
- 格溫·湯瑪斯（Gwyn Thomas），96歲，加拿大犯罪記者（《多倫多星報》），自然原因。[68]
- 奧馬魯·亞拉杜瓦，58歲，奈及利亞政治家，總統（2007-2010）。[69]

### 6日
- Hoàng Cầm，88歲，越南詩人和劇作家。[70]
- 雅羅斯拉夫·卡達爾（Jaroslav Cardal），91歲，捷克斯洛伐克奧運越野滑雪運動員。[71]
- David E. Durston，88歲，美國電影導演和編劇（《我喝你的血》），肺炎併發症。[72]
- 吉列爾莫·梅薩（Guillermo Meza），21歲，墨西哥足球運動員（Pumas Morelos），射門。[73]
- 賈科莫·內里（Giacomo Neri），94歲，義大利足球運動員。[74]
- 米爾德里德·艾倫·奧頓（Mildred Ellen Orton），99歲，美國女商人，佛蒙特州鄉村商店的聯合創始人。[75]
- 羅賓·羅伯茨（Robin Roberts），83歲，美國棒球運動員（費城費城人隊），棒球名人堂入選者，自然原因。[76]
- 羅伯特·J·塞林（Robert J. Serling），92歲，美國作家，羅德·塞林（Rod Serling）的兄弟。[77]
- 鄧尼斯·夏普（Dennis Sharp），76歲，英國建築師，癌症。[78]
- 泰勒·蘭伯特（Tyler Lambert），25歲，達娜·柏拉圖（Dana Plato）的母親自殺

### 7日
- 弗朗西斯科·阿瓜貝拉（Francisco Aguabella），84歲，古巴出生的美國爵士打擊樂手，癌症。[79]
- 伯莎·艾倫（Bertha Allen），75-76歲，加拿大活動家，癌症。[80]
- 胡安·阿科查（Juan Arcocha），82歲，古巴記者和作家。[81]
- 雷恩·阿羅約（Rane Arroyo），55歲，美國詩人，腦溢血。[82]
- 安德斯·布拉斯（Anders Buraas），94歲，挪威記者。[83]
- 巴布茲·丘拉，64歲，美國女演員（《刺蝟索尼克歷險記》、《X檔案：我想相信》、《雙重危險》），癌症。[84]
- 迪克·弗勞爾斯（Dick Flowers），84歲，美式足球運動員（巴爾的摩小馬隊）。[85]
- 帕梅拉·格林（Pamela Green），81歲，英國女演員和模特，白血病。[86]
- 沃利·希克爾，90歲，美國政治家，內政部長（1969-1970），阿拉斯加州州長（1966-1969,1990-1994），自然原因。[87]
- 比利·凱利（Billy Kelly），78歲，英國拳擊手，長期患病。[88]
- 佐蘭·庫爾特什，44歲，塞爾維亞手球運動員和教練，心臟驟停。[89]
- 阿黛爾·瑪拉（Adele Mara），87歲，美國女演員（硫磺島的金沙），自然原因。[90]
- Fríða Á. Sigurðardóttir，69歲，冰島作家。[91]
- 斯韋托扎爾·斯托亞諾維奇，78歲，塞爾維亞哲學家和政治理論家。[92]
- 弗洛拉·桑頓（Flora L. Thornton），96歲，美國藝術贊助人和慈善家，肺病。[93]
- Bert L. Vallee，90歲，美國教授。[94]

### 8日
- Bruce Alford， Sr.，87歲，美式橄欖球運動員（紐約揚克隊），邊裁，癌症。[95]
- Shadreck Biemba，45歲，尚比亞足球運動員，癌症。[96]
- 華金·卡皮拉，81歲，墨西哥奧運跳水四枚獎牌得主，心力衰竭。[97]
- 塞西爾·布萊迪爾爵士（Sir Cecil Clothier），90歲，馬恩島法官和公務員。[98]
- 威利斯·埃肯（Willis Eken），79歲，美國政治家和農民，明尼蘇達州眾議院議員。[99]
- 安德魯·赫爾（Andrew Hull），46歲，加拿大出生的電影製片人、電影導演和建築師，因自行車事故頭部受傷。[100]
- 斯特凡諾斯·拉扎里迪斯（Stefanos Lazaridis），67歲，衣索比亞出生的希臘舞台設計師，癌症。[101]
- 安多爾·利林塔爾，99歲，俄羅斯出生的匈牙利國際象棋特級大師。[102]
- 朱塞佩·奧格納（Giuseppe Ogna），76歲，義大利奧運自行車運動員。[103]
- 佩爾·施密特（Peer Schmidt），84歲，德國演員，長期患病。[104]
- 馬克·香農（Mark Shannon），58歲，美國電臺名人（KTOK），淋巴白血病。[105]
- 喬治·蘇斯（George Susce），78歲，美國棒球運動員（波士頓紅襪隊）。[106]
- 艾倫·沃特金斯（Alan Watkins），77歲，英國政治記者，腎功能衰竭。[107]

### 9日
- Danger Ashipala，62歲，納米比亞警察顧問。[108]
- 馬克西米利安·巴拉斯基，84歲，波蘭足球運動員 [1]
- 埃裡卡·布拉斯伯格（Erica Blasberg），25歲，美國高爾夫球手，自殺。[109]
- Raymond Bouchex，83歲，法國羅馬天主教主教，阿維尼翁大主教（1978-2002）。[110]
- 迪恩·塞特魯洛，91歲，美國擊劍運動員，奧運會銅牌得主（1948年夏季奧運會）。[111]
- 傑弗里·查普曼（Geoffrey Chapman），80歲，澳大利亞出版商。[112]
- 麗塔·柴爾德斯（Rita Childers），95歲，愛爾蘭政治家，厄斯金·漢密爾頓·柴爾德斯總統的妻子。[113]
- 佐西瑪·達維多夫，46歲，俄羅斯東正教主教，雅庫茨克和倫斯克主教（自2004年起），心臟病發作。[114]
- 漢斯·迪克斯塔爾，67歲，荷蘭政治家，內政部長兼副首相（1994-1998），癌症。[115]
- 弗朗西斯科·安德列斯·埃斯科瓦爾，67歲，薩爾瓦多演員、記者和作家。[116]
- 莉娜·霍恩（Lena Horne），92歲，美國歌手和演員（《暴風雨天氣》《巫師》）。[117]
- Signe Johansson-Engdahl，104歲，瑞典1924年奧運會跳水運動員。[118]
- 法爾扎德·卡曼加爾（Farzad Kamangar），32歲，伊朗活動家，被處以絞刑。[119]
- 克雷格·考夫曼（Craig Kauffman），78歲，美國畫家和雕塑家，中風和肺炎併發症。[120]
- Teruji Kogake，77歲，日本奧運運動員，肝衰竭。[121]
- Mahāprajña，89歲，印度耆那教宗教領袖，Svetambar Terapanth的最高領袖，心臟驟停。[122]
- Otakar Motejl，77歲，捷克公職人員，監察員（自2000年起），短暫患病後。[123]
- Karl-Heinz Schnibbe，86歲，德國遊擊隊員，二戰抵抗戰士。[124]
- 愛德華·烏爾（Edward Uhl），92歲，美國發明家，火箭筒的共同發明者，心力衰竭。[125]

### 10日
- 艾倫·安德森（Allan Andersson），79歲，瑞典奧運滑雪運動員。[126]
- 艾克·佛蘭克林·安德魯斯，84歲，美國政治家，美國北卡羅來納州眾議員（1973-1985）。[127]
- Albert W. Barney，89歲，美國法學家，佛蒙特州最高法院首席大法官（1974-1982）。[128]
- 傑克·伯克特（Jack Birkett），75歲，英國舞蹈家、歌手和演員。[129]
- 裘莉安娜·卡梅里諾（Giuliana Camerino），90歲，義大利手袋設計師。[130]
- 查理斯·庫里，94歲，英國水手，1952年夏季奧運會銀牌得主。[131]
- 弗蘭克·弗雷澤塔（Frank Frazetta），82歲，美國奇幻和科幻藝術家，中風。[132]
- 比爾·胡克（Bill Hook），84歲，美國出生的英屬維爾京群島國際象棋選手。[133]
- 瑪吉特·赫瓦門（Margit Hvammen），77歲，挪威奧運高山滑雪運動員。[134]
- 約翰·肯普（John Kempe），92歲，英國教師，戈登斯頓學校校長。[135]
- 麥克·莫漢（Mac Mohan），71歲，印度演員（Sholay），肺癌。[136]
- Volodymyr Ploskina，55歲，烏克蘭足球經理和前足球運動員。[137]
- Robert B. Salter，85歲，加拿大外科醫生。[138]

### 11日
- 伊恩·貝克（Ian Baker），86歲，英國建築師。[139]
- 羅伯特·伯裡斯（Robert H. Burris），96歲，美國生物化學家。[140]
- 約翰·伯頓（John Burton），85歲，紐西蘭板球運動員。[141]
- 約翰·福格（John Fugh），75歲，美國陸軍軍官，美國陸軍總檢察長，心臟病發作。[142]
- 布萊恩·吉布森（Brian Gibson），82歲，英格蘭足球運動員（哈德斯菲爾德鎮）。[143]
- 蒂莫西·格拉布（Timothy Grubb），55歲，英國出生的美國場地障礙賽運動員，奧運會銀牌得主（1984年夏季奧運會），心力衰竭。[144]
- 卡爾-埃裡克·霍特（Karl-Erik Hult），74歲，瑞典足球運動員和經理。[145]
- 拉烏夫·賈巴羅夫（Rauf Jabbarov），74歲，亞塞拜然拳擊經理，心臟病發作。[146]
- 約瑟夫·凱克（Josef Keck），59歲，德國奧運冬季兩項運動員。[147]
- Maciej Kozłowski，52歲，波蘭演員，丙型肝炎併發症[148]
- 理查·拉莫塔（Richard LaMotta），67歲，美國奇普維奇霜淇淋三明治的發明者，心臟病發作。[149]
- 巴德·馬胡林（Bud Mahurin），91歲，美國飛行王牌，中風併發症。[150]
- 伊曼紐爾·恩戈貝斯（Emmanuel Ngobese），29歲，南非足球運動員，肺結核。[151]
- 傑夫·肖（Jeff Shaw），60歲，澳大利亞政治家和法學家，新南威爾士州總檢察長（1995-2000），最高法院法官（2003-2004），肺炎。[152]
- 多麗絲·伊頓·特拉維斯（Doris Eaton Travis），106歲，美國表演者，最後倖存的齊格菲爾德女孩，動脈瘤。[153]
- 鮑勃·瓦特（Bob Watt），82歲，加拿大冰球運動員，奧運會金牌得主（1952年冬季奧運會）。[154]

### 12日
- 安東尼·安德（Anthony Andeh），64歲，奈及利亞奧運拳擊手。[155]
- 迪特爾·博克（Dieter Bock），71歲，德國商人和千萬富翁，窒息。[156]
- 菲利斯·霍奇斯·博伊斯（Phyllis Hodges Boyce），73歲，美國女演員（《亂世佳人》、《星際迷航》）。[157]
- 克萊夫·費爾貝恩（Clive Fairbairn），90歲，澳大利亞板球運動員。[158]
- 查理·法蘭西斯（Charlie Francis），61歲，加拿大田徑教練，淋巴瘤。[159]
- 伊迪絲·凱勒-赫爾曼（Edith Keller-Herrmann），88歲，德國國際象棋特級大師。[160]
- Sione Manu'uli Luani，50歲，湯加政治家，瓦瓦烏省省長（自2009年起）。[161]
- 艾倫·馬寧斯（Allan Manings），86歲，美國電視編劇（Rowan & Martin's Laugh-In，Good Times），心臟驟停。[162]
- 安東尼奧·奧佐雷斯（Antonio Ozores），81歲，西班牙演員，癌症。[163]
- 約翰·沃勒姆（John Warham），90歲，紐西蘭鳥類學家和攝影師。[164]
- 在Afriqiyah航空公司771航班墜毀中喪生的知名人士：
- Joëlle van Noppen，30歲，荷蘭歌手。[165]
- Bree O'Mara，42歲，南非小說家。[166]

### 13日
- 拉斐爾·薩努斯·阿巴德，78歲，西班牙羅馬天主教主教，瓦倫西亞輔理主教（1989-2000）。[167]
- 阿沙哈里·穆罕默德，72歲，馬來西亞精神領袖，呼吸道感染。[168]
- 露絲·周（Ruth Chew），90歲，美國兒童作家，肺炎。[169]
- 保羅·加拉貝迪安（Paul Garabedian），82歲，美國數學家。[170]
- 埃迪·加勒特（Eddie Garrett），82歲，美國演員（《尋找古德巴先生》，昆西，M.E.）。[171]
- 辛西婭·雷吉亞·戈麥斯·多·利夫拉門托（Cinthia Régia Gomes do Livramento），46歲，巴西政治家，教育部長（亞馬遜州），空難。[172]
- 沃爾特·克里梅克（Walter Klimmek），91歲，德國足球運動員。[173]
- 克勞斯·科特（Klaus Kotter），75歲，德國雪橇官員。[174]
- 理查·莫維茨（Richard Movitz），84歲，美國奧運滑雪運動員。[175]
- 彼得·普羅文（Peter Provan），73歲，澳大利亞橄欖球聯盟足球運動員，巴爾曼老虎隊英超隊長（1969年），長期患病。[176]
- 羅莎·里奧（Rosa Rio），107歲，美國管風琴家（坦帕劇院）。[177]

### 14日
- 羅納德·貝利（Ronald Bailey），92歲，英國外交官。[178]
- 弗蘭克·多德（Frank J. Dodd），72歲，美國政治家，新澤西州參議院議長（1974-1975）。[179]
- 吳慶瑞，91歲，新加坡政治家，副總理（1973-1984），長期患病。[180]
- 諾曼·漢德（Norman Hand），37歲，美式橄欖球運動員（聖地牙哥閃電隊，新奧爾良聖徒隊），心臟病。[181]
- Rūta Jokubonienė，80歲，立陶宛紡織藝術家。[182]
- 米盧什·克瓦切克，76歲，捷克足球運動員和經理。[183]
- 大衛·邁蒙（David Maimon），81歲，以色列將軍，以色列監獄管理局局長。[184]
- 弗雷德·奧多諾萬（Fred O'Donovan），80歲，愛爾蘭戲劇製作人，RTÉ管理局主席（1981-1985）。[185]
- Skip Away，17歲，美國純種賽馬，心臟病發作。[186]
- 埃德蒙·薩圖良（Edmund Tsaturyan），73歲，亞美尼亞政治家。[187]
- 弗雷德里克·范齊爾·斯拉伯特（Frederik van Zyl Slabbert），70歲，南非政治家，肝病併發症。[188]

### 15日
- 哈裡·阿萊曼（Harry Aleman），71歲，美國黑幫和殺人犯，肺癌。[189]
- 弗朗西斯·亞歷山大（Frances Alexander），90歲，美國政治家。[190]
- Gabriel Bien-Aimé，海地政治家，教育部長（2006-2008），心臟病發作。[191]
- Armand Caouette，64歲，加拿大政治家，國會議員（1974-1980）。[192]
- 胡安·何塞·卡博（Juan José Carbó），83歲，西班牙漫畫家。[193]
- 摩西·格林伯格（Moshe Greenberg），81歲，美國拉比和聖經學者。[194]
- 克利斯蒂安·哈比希特（Christian Habicht），57歲，德國演員，心臟病發作。[195]
- Besian Idrizaj，22歲，奧地利足球運動員，心臟病發作。[196]
- Loris Kessel，60歲，瑞士賽車手，白血病。[197]
- 奧地利大公魯道夫，90歲，奧地利貴族，查理一世皇帝和波旁-帕爾馬的齊塔最小的兒子。[198]
- 約翰·謝潑德-巴倫（John Shepherd-Barron），84歲，英國發明家，發明了自動櫃員機。[199]
- Bhairon Singh Shekhawat，86歲，印度政治家，副總統（2002-2007），呼吸道感染。[200]

### 16日
- 黛比·阿博諾（Debbie Abono），80歲，美國樂隊經理。[201]
- 羅尼·詹姆斯·迪奧（Ronnie James Dio），67歲，美國重金屬歌手（黑色安息日，彩虹，迪奧），胃癌。[202]
- 弗蘭克·戴伊（Frank Dye），82歲，英國水手。[203]
- 阿方索·埃斯卡麥斯（Alfonso Escámez），94歲，西班牙銀行家。[204]
- 漢克·鐘斯（Hank Jones），91歲，美國爵士鋼琴家。[205]
- 奧斯瓦爾多·洛佩斯·阿雷利亞諾，88歲，宏都拉斯政治家，總統（1963-1971,1972-1975），前列腺癌。[206]
- 英格瓦德·尼爾森（Ingvard Nielsen），84歲，丹麥奧運運動員。[207]
- 斯蒂芬·佩里（Stephen Perry），55歲，美國電視編劇（ThunderCats，SilverHawks），凶殺案。 [208]（屍體於此日被發現）

### 17日
- 維克多·塞爾維諾·阿倫哈特（Víctor Selvino Arenhart），61歲，阿根廷羅馬天主教主教，奧貝拉州主教（自2009年起）。[209]
- 特雷弗·布里塞特（Trevor Brissett），49歲，英格蘭足球運動員（維爾港），癌症。[210]
- 賈德森·克魯斯（Judson Crews），92歲，美國詩人。[211]
- 路德維希·馮·弗里德堡（Ludwig von Friedeburg），85歲，德國政治家和社會學家，黑森州教育部長（1969-1974）。[212]
- 理查·格雷戈里（Richard Gregory），86歲，英國心理學家。[213]
- Dorothy Kamenshek，84歲，美國棒球運動員（全美女子職業棒球聯盟，1943-1952）。[214]
- Yvonne Loriod，86歲，法國鋼琴家，作曲家和教師，Olivier Messiaen的遺孀。[215]
- Mukhran Machavariani，81歲，喬治亞詩人，心臟病發作。[216]
- 瓦西裡·曼琴科（Vasil Manchenko），79歲，保加利亞奧運籃球運動員。[217]
- 拉斐爾·南特（Rafael Nantes），53歲，菲律賓政治家，直升機墜毀。[218]
- Khattiya Sawasdipol，58歲，泰國陸軍將軍和活動家，全國反獨裁民主聯合陣線（紅衫軍）顧問，被槍殺。[219]
- Bobbejaan Schoepen，85歲，比利時創作歌手和企業家，心臟驟停。[220]
- Fritz Sennheiser，98歲，德國電氣工程師和企業家，Sennheiser創始人。[221]
- 喬治·特勒普（George Terlep），87歲，美式橄欖球運動員（布法羅比爾隊）和主教練。[222]
- Walasse Ting，80歲，華裔美國視覺藝術家。[223]

### 18日
- 伊斯肯德·阿爾普特金（Iskender Alptekin），48歲，瑞士政治家，心臟病發作。[224]
- Fedja Anzelewsky，91歲，德國藝術史學家。[225]
- Shusaku Arakawa，73歲，日本藝術家和建築師。[226]
- 希拉·阿姆斯壯（Sheila Armstrong），60歲，美國奧運擊劍運動員。[227]
- 瑪莎·比利什（Martha Bielish），94歲，加拿大政治家，參議員（1979-1990）。[228]
- Don Day，86歲，澳大利亞政治家，新南威爾士州農業部長（1978-1980）。[229]
- 約翰·古德斯（John Gooders），73歲，英國鳥類學家。[230]
- Karin Iten，53歲，瑞士花樣滑冰運動員。[231]
- 愛德華多·桑吉內蒂（Edoardo Sanguineti），79歲，義大利詩人，腹部動脈瘤手術后的併發症。[232]
- 彼得·西頓（Peter Seaton），67歲，美國詩人，在語言詩歌運動中頗具影響力，明顯心臟病發作。[233]
- 德文德拉·辛格（Devendra Singh），72歲，印度裔美國心理學家和教育家。[234]
- 雪酋長，27歲，美國純種賽馬，被安樂死。[235]
- 威利·薩帕拉克（Willie Zapalac），89歲，美式橄欖球教練。[236]

### 19日
- 馬丁·科恩（Martin Cohan），77歲，美國電視編劇和製片人，《銀勺子》（Silver Spoons）、《誰是老闆》（Who's the Boss？）、大細胞淋巴瘤的創作者。[237]
- 拉裡·戴爾（Larry Dale），87歲，美國藍調歌手和吉他手。[238]
- Pierre-Claver Zeng Ebome，56歲，加蓬政治家和音樂家。[239]
- 亞歷山大·戈盧博夫斯（Aleksandrs Golubovs），50-51歲，拉脫維亞政治家，Saeima成員（自1995年起）。[240]
- 霍拉西奧·羅克，66歲，葡萄牙金融家，豐沙爾國際銀行創始人，中風。[241]
- 莫伊什·羅森（Moishe Rosen），78歲，美國浸信會牧師，猶太人為耶穌的創始人，長期患病。[242]
- 哈裡·沃斯（Harry Vos），63歲，荷蘭足球運動員，癌症。[243]

### 20日
- Harry C. Aderholt，90歲，美國空軍上將。[244]
- 赫伯特·埃爾德米爾（Herbert Eldemire），79歲，牙買加政治家和醫生。[245]
- 菲爾·哈茨菲爾德（Phill Hartsfield），78歲，美國刀匠。[246]
- 格桑·馬托哈托諾（Gesang Martohartono），92歲，印尼創作歌手。[247]
- Robert L. McNeil， Jr.，94歲，美國化學家和發明家，撲熱息痛（對乙醯氨基酚）的創造者，心力衰竭。[248]
- 休·莫裡斯（Hugh Morris），80歲，紐西蘭商人，紐西蘭麥當勞創始人。[249]
- Breandán Ó Buachalla，74歲，愛爾蘭學者，愛爾蘭語言學者，心臟病發作。[250]
- 阿查里亞·拉馬穆提（Acharya Ramamurti），97歲，印度社會活動家。[251]
- 沃爾特·魯丁（Walter Rudin），89歲，奧地利出生的美國數學家，帕金森病。[252]
- 羅伯特·特拉林斯（Robert Tralins），84歲，美國作家。[253]
- 倫納德·沃爾夫森，沃爾夫森男爵，82歲，英國商人、慈善家和終身伴侶。[254]

### 21日
- 阿德里安·克魯克香克（Adrian Cruickshank），73歲，澳大利亞政治家，新南威爾士州立法議會議員（1984-1999）。[255]
- 斯坦·鐘斯（Stan Jones），78歲，美式橄欖球運動員（芝加哥熊隊），職業橄欖球名人堂成員，中風併發症。[256]
- 安娜-莉娜·勒夫葛籣（Anna-Lena Löfgren），66歲，瑞典歌手。[257]
- 比爾·朗（Bill Long），78歲，愛爾蘭作家和廣播員，愛爾蘭存活時間最長的心臟移植患者。[258]
- Will Munro，35歲，加拿大藝術家，腦癌。[259]
- 霍華德·波斯特（Howard Post），83歲，美國漫畫家和動畫師。[260]
- 羅伯特·戈登·羅傑斯（Robert Gordon Rogers），90歲，加拿大政治家，不列顛哥倫比亞省副省長（1983-1988）。[261]
- 傑拉爾德·魯什（Gerald Roush），68歲，美國法拉利專家，心臟病發作。[262]
- 賽義德·馬斯裡（Saeed al-Masri），54歲，基地組織埃及成員，無人機襲擊。[263]
- 約翰·斯科特（John P. Scott），76歲，美國政治家，新澤西州參議院議員。[264]
- Madan Tamang，62歲，尼泊爾政治家，Akhil Bharatiya Gorkha聯盟主席，被刺傷。[265]
- Driek van Wissen，66歲，荷蘭詩人，顱內出血。[266]

### 22日
- 馬丁·加德納（Martin Gardner），95歲，美國數學和科學作家。[267]
- Hasri Ainun Habibie，72歲，印尼第一夫人（1998-1999），卵巢癌。[268]
- 彼得·霍爾（Peter Hall），88歲，紐西蘭飛行員，二戰飛行王牌。[269]
- 基思·傑索普（Keith Jessop），77歲，英國深海潛水夫和海洋尋寶者。[270]
- 約瑟夫·庫克爾（Josef Koukl），83歲，捷克羅馬天主教主教，利托梅日採主教（1989-2003）。[271]
- Michael Kuchwara，63歲，美國戲劇評論家（美聯社），特發性缺血性肺病。[272]
- 布茲·盧肯斯，79歲，美國政治家，美國俄亥俄州眾議員（1967-1971;1987-1990），癌症。[273]
- Lwandile Zwelenkosi Matanzima，39歲，南非氏族首領，西塞姆布蘭的統治者。[274]
- 馬丁·穆洛伊（Martin Mulloy），58歲，愛爾蘭班卓琴演奏家，溺水身亡。[275]
- Gane Todorovski，81歲，馬其頓作家和院士。[276]
- 維圖裡，74歲，印度詩人和作詞家，心臟驟停。[277]
- 皮埃爾·齊默（Pierre Zimmer），82歲，法國演員和電影導演。[278]

### 23日
- 穆赫拉尼的列奧尼達·巴格拉季昂公主，95歲，俄羅斯大公夫人，最後一位羅曼諾夫出生在俄羅斯。[279]
- 海狸，59歲，紐西蘭爵士歌手，肉瘤。[280]
- 貝托，43歲，葡萄牙歌手，中風。[281]
- 赫克托·科斯塔，80歲，烏拉圭籃球運動員，奧運會銅牌得主（1952年和1956年夏季奧運會）。[282]
- 格雷戈里·埃文斯（Gregory Evans），96歲，加拿大法學家，安大略省最高法院首席大法官（1976-1985）。[283]
- 大衛·金斯伯格（David Ginsburg），98歲，美國律師和政治內幕人士，心力衰竭。[284]
- 何塞·利馬（José Lima），37歲，多明尼加棒球運動員，心臟病發作。[285]
- 阿肖特·姆希塔良，51歲，亞美尼亞舉重和電視名人，心臟病發作。[286]
- 西蒙·蒙傑克（Simon Monjack），40歲，英國編劇，疑似心臟病發作。[287]
- 瑪麗安娜·奧加拉格爾（Marianna O'Gallagher），81歲，加拿大愛爾蘭魁北克歷史學家，肺癌。[288]
- 伊娃·奧斯特瓦爾特（Eva Ostwalt），108歲，德國出生的美國大屠殺倖存者。[289]
- 歐文·羅斯滕（Irwin Rosten），85歲，美國紀錄片製片人（《不可思議的機器》，1975年），短暫生病後。[290]
- 威利·韋伯（Wee Willie Webber），80歲，美國廣播電視名人，心臟病發作。[291]

### 24日
- 雷·艾倫（Ray Alan），79歲，英國口技師，呼吸衰竭。[292]
- 沃爾特·阿諾德·貝克（Walter Arnold Baker），73歲，美國律師和政治家，癌症。[293]
- 維倫德拉·巴蒂亞（Virendra Bhatia），63歲，印度政治家，短暫生病後。[294]
- 托尼·本特利-巴克爾（Tony Bentley-Buckle），88歲，肯亞奧運水手。[295]
- Tapen Chatterjee，72歲，印度演員（Goopy Gyne Bagha Byne），心臟驟停。[296]
- 瑪麗亞·迪·傑蘭多（Maria di Gerlando），84歲，美國歌劇女高音。[297]
- Paul Gray，38歲，美國重金屬貝斯手（Slipknot），意外芬太尼和嗎啡過量。[298]
- 亞歷杭德羅·洛佩斯·德·哈羅（Alejandro López de Haro），61歲，委內瑞拉攝影師，作家和股票經紀人，手術併發症。[299]
- 雷蒙德·海斯伯特（Raymond V. Haysbert），90歲，美國企業高管和民權領袖，塔斯基吉飛行員成員，心力衰竭。[300]
- Baby Islam，82歲，孟加拉電影攝影師。[301]
- Kambozia Jamali，71歲，伊朗奧運足球運動員。[302]
- 莫里·馬丁（Morrie Martin），87歲，美國棒球運動員，肺癌。[303]
- 羅赫利奧·馬丁內斯（RogelioMartínez），91歲，美國棒球運動員（華盛頓參議員）。[304]
- Petr Muk，45歲，捷克流行歌手。[305]
- 芭芭拉·紐（Barbara New），87歲，英國女演員（Oh， Doctor Beeching！， You Rang， M'Lord？））。[306]
- 史蒂夫·紐（Steve New），50歲，英國吉他手，癌症。[307]
- 尤金妮亞·保羅（Eugenia Paul），75歲，美國女演員（佐羅）。[308]
- 凱薩琳·雷巴克（Katherine Reback），59歲，美國編劇（《傻瓜衝進來》），癌症併發症。[309]
- 阿卜杜勒哈米德·里吉，30-31歲，伊朗激進分子，被絞死。[310]
- Anneliese Rothenberger，85歲，德國歌劇演唱家。[311]

### 25日
- Alexander Belostenny，51歲，烏克蘭籃球運動員，肺癌。[312]
- 克利福德·格羅德（Clifford Grodd），86歲，美國服裝商，保羅·斯圖爾特（Paul Stuart）總裁兼首席執行官，癌症。[313]
- 亞瑟·赫爾佐格（Arthur Herzog），83歲，美國作家。[314]
- 艾倫·希金博瑟姆（Alan Hickinbotham），84歲，澳大利亞足球運動員和商人。[315]
- 邁克爾·喬丹（Michael H. Jordan），73歲，美國企業高管，癌症併發症。[316]
- 埃裡赫·科什（Erih Koš），97歲，塞爾維亞作家和翻譯家。[317]
- 西爾維烏斯·馬格納戈，96歲，義大利政治家，南蒂羅爾州州長（1960-1989）。[318]
- 羅伯特·穆欽斯基（Robert Muczynski），81歲，美國古典音樂作曲家。[319]
- Siphiwo Ntshebe，35歲，南非歌劇演員，腦膜炎。[320]
- 大衛·派克（David Parker），51歲，英國游泳運動員，心臟病發作。[321]
- 加布里埃爾·巴爾加斯（Gabriel Vargas），95歲，墨西哥漫畫家。[322]

### 26日
- 里奧·坎傑爾斯，77歲，荷蘭足球運動員。[323]
- 讓·康斯坦丁（Jean Constantin），82歲，羅馬尼亞演員，自然原因。[324]
- 瑪麗·科里登（Marie Corridon），80歲，美國游泳運動員，金牌得主（1948年夏季奧運會）。[325]
- 傑西·霍克特（Jesse Hockett），26歲，美國短跑賽車手，觸電身亡。[326]
- 約翰·路易斯（John P. Lewis），89歲，美國經濟學家，經濟援助專家。[327]
- Art Linkletter，97歲，加拿大出生的美國廣播和電視名人（House Party，People are Funny），自然原因。[328]
- 裘蒂林恩（Judy Lynn），74歲，美國鄉村音樂歌手，心力衰竭。[329]
- 克裡斯托弗·莫蘭爵士，54歲，英國空軍軍官，英國皇家空軍元帥，疑似心力衰竭。[330]
- Kieran Phelan，60歲，愛爾蘭政治家，疑似心臟病發作。[331]
- 派特·史蒂文斯（Pat Stevens），64歲，美國女演員和配音演員（M*A*S*H，史酷比和鬥志昂揚），乳腺癌。[332]

### 27日
- 路易絲·阿諾德（Louise Arnold），87歲，美國棒球運動員（AAGPBL）[333]
- 哈裡·布朗·班布里奇三世（Harry Brown Bainbridge III），70歲，美國主教，肺癌和心臟併發症。[334]
- 約翰·威廉·芬恩，100歲，美國海軍軍官，最年長的榮譽勳章獲得者。[335]
- Jerzy Gryt，88歲，波蘭奧運摔跤手。[336]
- Peter J. Hall，84歲，英國出生的美國服裝設計師（達拉斯歌劇院）。[337]
- 伊馮娜·豪威爾（Yvonne Howell），104歲，美國女演員。[338]
- Jackson Kaujeua，56歲，納米比亞音樂家、作曲家和福音歌手，患有腎病。[339]
- 彼得·基夫（Peter Keefe），57歲，美國動畫製片人兼執行人（《Voltron》《丹佛》《最後的恐龍》），喉癌。[340]
- 羅曼·科紮克（Roman Kozak），52歲，俄羅斯戲劇演員和導演，長期患病。[341]
- Payut Ngaokrachang，81歲，泰國漫畫家和動畫師。[342]
- 湯瑪斯·惠森漢特（Thomas Whisenhant），63歲，美國連環殺手，注射死刑。[343]
- 雷格·懷特，74歲，英國奧運金牌得主（1976年）水手。[344]

### 28日
- 埃迪·巴特（Eddie Barth），78歲，美國演員（西蒙和西蒙，阿米蒂維爾恐怖，成名），心力衰竭。[345]
- 亨利·布拉姆威爾（Henry Bramwell），90歲，美國聯邦法官。[346]
- 斯利姆·布萊恩特（Slim Bryant），101歲，美國鄉村歌手兼詞曲作者。[347]
- 加里·科爾曼（Gary Coleman），42歲，美國演員（Diff'rent Strokes），顱內出血。[348]
- 休·福特爵士，96歲，英國工程師[349]
- Ted Innes，85歲，澳大利亞政治家，澳大利亞眾議院議員（1972-1983）。[350]
- 羅伯特·米德爾米斯（Robert Middlemiss），75歲，加拿大工程師和政治家。[351]
- 奧薩馬·安瓦爾·奧卡沙（Osama Anwar Okasha），68歲，埃及編劇和記者。[352]
- 大衛·桑格（David Sanger），63歲，英國管風琴家。[353]
- 萊斯利·斯卡拉皮諾（Leslie Scalapino），65歲，美國詩人、出版商和劇作家。[354]
- Torvald Högström，84歲，芬蘭奧運自行車運動員。[355]

### 29日
- Akinpelu Oludele Adesola，82歲，奈及利亞學者。[356]
- 阿德里安·弗里曼（Adrian Freeman），24歲，愛爾蘭投擲者（梅奧），交通事故。[357]
- 鄧尼斯·霍珀（Dennis Hopper），74歲，美國演員（《速度》《藍絲絨》）和電影導演（《逍遙騎士》），前列腺癌。[358]
- 保羅·穆勒（Paul Müller），69歲，德國生物學家。[359]
- 傑里歐姆·羅伯遜（Jeriome Robertson），33歲，美國棒球運動員（休斯頓太空人隊，克利夫蘭印第安人隊），摩托車碰撞。[360]
- 唐納德·斯塔赫利（Donald L. Staheli），78歲，美國摩門教領袖，耶穌基督後期聖徒教會總會長。[361]
- 倫道夫·斯托（Randolph Stow），74歲，澳大利亞作家，肝癌。[362]

### 30日
- 何塞·阿梅多（José Amedo），91歲，西班牙奧運射擊運動員。[363]
- Hanji Aoki，94歲，日本體育官員，心力衰竭。[364]
- 科爾姆·卡蘭（Colm Callan），87歲，愛爾蘭橄欖球運動員（1948年大滿貫），長期患病。[365]
- 尤里·切斯諾科夫，77歲，俄羅斯奧運金牌得主（1964年）排球運動員。[366]
- Aryeh Eliav，88歲，以色列政治家，長期患病。[367]
- 派特·埃維森夫人（Dame Pat Evison），85歲，紐西蘭女演員。[368]
- 布魯斯·哈裡斯（Bruce Harris），55歲，Casa Alianza的英國執行董事（1989-2004），胰腺癌。[369]
- 萊斯特·詹森（Lester Johnson），91歲，美國具象表現主義藝術家。[370]
- 彼得·奧爾洛夫斯基，76歲，美國詩人，肺癌。[371]
- 瓊·羅德斯（Joan Rhodes），89歲，英國女演員和藝人。[372]
- 珍妮·羅賓遜（Jeanne Robinson），62歲，美國舞蹈家和小說家，蜘蛛羅賓遜的妻子，膽道癌。[373]
- Dufferin Roblin，92歲，加拿大政治家，曼尼托巴省省長（1958-1967），參議員（1978-1992）。[374]
- Vera Beaudin Saeedpour，80歲，美國庫爾德學者，美國庫爾德遺產基金會創始人，心臟病發作。[375]
- 羅伯特·史密斯（Robert O. Smith），67歲，美國演員（《龍珠Z》《犬夜叉》《變形金剛：塞伯坦》）。[376]
- 布萊恩·特納（Brian Turner），58歲，澳大利亞足球運動員，癌症。[377]
- 魯迪·維斯（Rudi Vis），69歲，英國政治家，芬奇利和戈爾德斯格林議員（1997-2010），癌症。[378]
- Tobi Wong，35歲，加拿大設計師，自殺。[379]
- Ali-Ollie Woodson，58歲，美國靈魂歌手（The Temptations），白血病。[380]

### 31日
- 易卜拉欣·比爾根（İbrahim Bilgen），61歲，土耳其政治家和工程師，加沙艦隊突襲參與者。[381]
- 路易絲·布爾喬亞（Louise Bourgeois），98歲，法國出生的美國藝術家和雕塑家。[382]
- 烏茲拉·巴特（Uzra Butt），93歲，印度出生的巴基斯坦女演員，長期患病。[383]
- 埃米爾·克萊德（Emil Clade），94歲，德國空軍戰鬥機王牌。[384]（確切死亡日期不詳）
- 博伊德·匡威（Boyd Converse），78歲，美國大學橄欖球教練。[385]
- Furkan Doğan，19歲，美國學生，加沙艦隊突襲參與者。[386]
- 布萊恩·達菲（Brian Duffy），76歲，英國攝影師，退行性肺病。[387]
- William A. Fraker，86歲，美國電影攝影師，癌症。[388]
- 克裡斯·哈尼（Chris Haney），59歲，加拿大“瑣碎追求”（Trivial Pursuit）的共同發明者，長期患病。[389]
- 魯本·華雷斯（Rubén Juárez），62歲，阿根廷創作歌手和bandoneónist，前列腺癌。[390]
- Cevdet Kılıçlar，38歲，土耳其記者和攝影師，加沙艦隊突襲參與者。[391]
- 本傑明·李斯（Benjamin Lees），86歲，美國古典音樂作曲家，心力衰竭。[392]
- 梅拉塔·米塔（Merata Mita），68歲，紐西蘭電影製片人。[393]
- 巴西利奧·聖地牙哥·羅梅羅，82歲，波多黎各政治家，主計長（1971-1977）。[394]
- Çetin Topçuoğlu，54歲，土耳其跆拳道冠軍和教練，加沙艦隊突襲參與者。[381]
- 傑克·沃裡奇（Jack Volrich），82歲，加拿大政治家，溫哥華市長（1976-1980），腎衰竭。[395]
- 唐納德·溫德姆（Donald Windham），89歲，美國小說家。[396]